# فيغارد هانسن
فيغارد هانسن (بالنرويجية البوكمول: Vegard Hansen)‏ هو لاعب كرة قدم نرويجي في مركز الدفاع، ولد في 8 أغسطس 1969 في درامن في النرويج. لعب مع نادي بريستول سيتي ونادي سترومسغودست ونادي ميوندالن.

## وصلات خارجية
- فيغارد هانسن على موقع قاعدة بيانات كرة القدم.إي يو (الإنجليزية)
- فيغارد هانسن على موقع Soccerway.com (الإنجليزية)
- فيغارد هانسن على موقع IMDb (الإنجليزية)